# John Rakolta

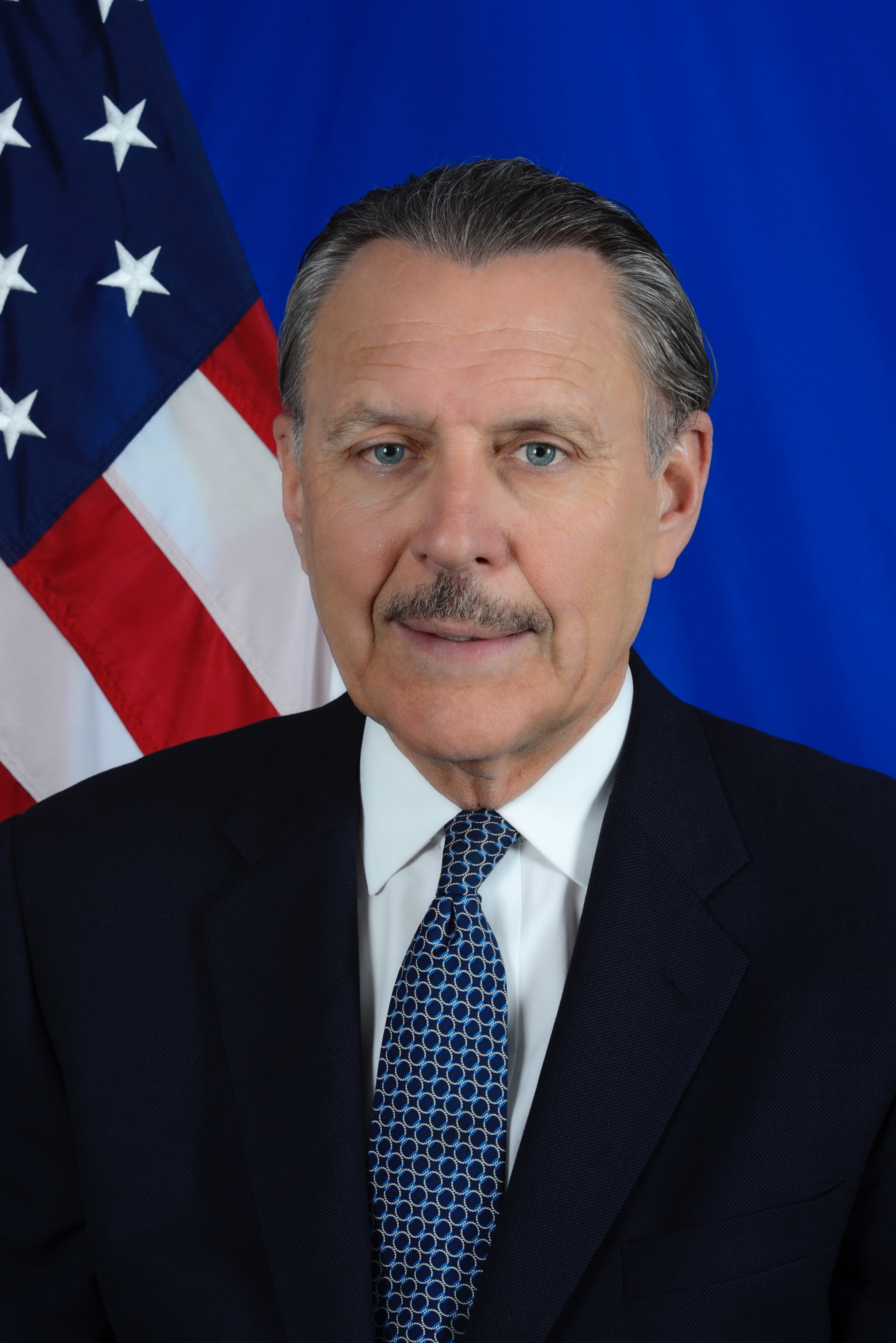
John Rakolta

John Rakolta Jr. (* 15. Juni 1947 bei Detroit, Oakland County, Michigan) ist ein US-amerikanischer Unternehmer und war von 2019 bis 2021 Botschafter der Vereinigten Staaten in den Vereinigten Arabischen Emiraten.

## Leben
Alle vier Großeltern von Rakolta waren Einwanderer aus Rumänien. 1970 erhielt er seinen Bachelor-Abschluss in Bauingenieurwesen von der Marquette University und trat anschließend in das seinem Vater gehörende Bauunternehmen Walbride Aldinger ein. Von 1991 bis 2018 war er CEO dieses Unternehmens.
Er war im Jahr 2004 ein wichtiger Spendensammler für den Präsidentschaftswahlkampf von George W. Bush, sowie 2008 und 2012 nationaler Finanzvorsitzender der Präsidentschaftswahlkampagnen Mitt Romneys.
Am 28. März 2018 wurde er vom damaligen US-Präsidenten Donald Trump als neuer Botschafter in den Vereinigten Arabischen Emiraten nominiert. Der Senat der Vereinigten Staaten bestätigte seine Wahl im September 2019. Am 19. Januar 2021 wurde er abberufen.
Rakolta ist verheiratet und hat vier Kinder.